# Колпачкевич Антоній
Антоній Колпачкевич (? — 12 лютого 1915) — священник ГКЦ, парох села Гійче (тепер — Жовківський район), москвофіл, громадський діяч. Посол Галицького сейму 9-го скликання: обраний в окрузі Рава-Руська — Немирів, від IV курії. Входив до складу «Російського клубу» («Русского клубу»: заступник голови «Русского клубу», після його розколу у 1909 році увійшов до складу «Клубу староруської партії» на чолі з Михайлом Королем).